# Gornji Kneginec
Gornji Kneginec est un village et une municipalité située dans le comitat de Varaždin, en Croatie. Au recensement de 2001, la municipalité comptait 5 259 habitants, dont 98,16 % de Croates et le village seul comptait 1 664 habitants.
Le siège de la municipalité est le village de Turčin.

## Localités
La municipalité de Gornji Kneginec compte 5 localités :
- Donji Kneginec
- Gornji Kneginec
- Lužan Biškupečki
- Turčin
- Varaždin Breg